# Mamoru Nakashima
Mamoru Nakashima (Presidente Venceslau, 5 de julho de 1959) é um médico e político brasileiro filiado ao Partido da Social Democracia Brasileira. Foi prefeito de Itaquaquecetuba entre 2013 e 2020.

## Biografia
Mamoru Nakashima nasceu em Presidente Epitácio, mas foi registrado em Presidente Venceslau, descendente direto de japoneses, no qual sua família veio ao Brasil depois da Segunda Guerra Mundial por causa de privações e dificuldades. Por isso, sua família deslocou da capital de São Paulo para Marabá Paulista. Pelo fato de desconhecerem a língua portuguesa, passaram a trabalhar na agricultura, assim como muitos imigrantes japoneses iniciaram o trabalho no país.
Além disso, Mamoru estudou o primário, depois foi para Presidente Venceslau para concluí-lo, assim, passou a estudar em Martinópolis, onde concluiu o ensino médio e foi para São Paulo fazer um curso preparatório para ingressar em uma universidade.
Em 1980, iniciou os estudos em Medicina na Universidade Estadual de Londrina (UEL), no Paraná, onde fez residência e concluiu em 1986. Em 1989, volta para São Paulo para fazer estágio em ginecologia e obstetrícia, em que na região da Grande São Paulo passa a atuar como médico. Depois, muda-se para Itaituba (PA), onde trabalhou como médico no garimpo por quase um ano e saiu por causa da situação financeira local, afetada pelo Plano Collor, em que nesta mesma cidade conheceu sua esposa, Joerly.
Antes de exercer a medicina, influenciada por familiares, Mamoru já trabalhou na fazenda em plantações de feijão e algodão, além de operário e servente nas extintas Indústrias Reunidas Francisco Matarazzo em Presidente Venceslau e no beneficiamento de algodão por seis meses.

### Trabalho em Itaquaquecetuba
Em 1990, depois de sair de Itaituba, Mamoru mudou-se para Itaquaquecetuba com a indicação do cunhado pediatra, em que passou a fazer a parte social, vasectomia, laqueadura, planejamento familiar, prevenção de doenças sexualmente transmissíveis, sendo que iniciou a fazer este serviço na Secretaria Municipal de Promoção Social de Itaquaquecetuba.
Com o encerramento das  atividades na Promoção Social, passou a trabalhar como voluntário no Kaikan, porque estavam procurando alguém que atuaria na parte de planejamento familiar, devido o Kaikan ser uma associação voluntária que reúne vários serviços, como dentista, médico, advogado, psicólogo, assistente social e esporte, pelo fato da cidade não ter um atendimento específico suficiente e gratuito para a população, principalmente pessoas carentes.
Mamoru também exerce a profissão como médico nas redes municipais de Arujá e Ferraz de Vasconcelos.

## Trajetória Política
Segundo uma entrevista do DAT (Diário do Alto Tietê), um jornal regional, Mamoru iniciou sua trajetória, segundo ele, "mais ou menos por acaso", por que nunca foi envolvido com política e candidato a nada, pelo fato de ver a política pela primeira vez somente nas eleições de 2012.  Além disso, falou sobre a política da cidade que é considerada exagerada, pela comitiva de alguns políticos da cidade perseguirem equipes de candidatos adversários e depredar materiais de campanha.

### Eleições 2012
Mamoru concorreu as eleições para prefeito em Itaquaquecetuba, pelo PTN, com o candidato da situação Rogério Tarento (PR), que representava a continuação do governo de Armando Tavares Filho (PR) (2005-2012), além de outros adversários, como Adriana da Costa (PP), José Reis de Oliveira (PDT), Luiz Garcia (PSOL) e Carlos Senna (PT).
Desde que começou a desenvolver a campanha política com a vice-prefeita Ondina da Cruz (PTN), Mamoru passou a ser perseguido por vândalos ou agressores enviados por adversários, principalmente quando Mamoru estava fazendo campanha no Jardim Caiuby, em que cercaram o carro de sua equipe e começaram a fazer insultos e ameaças. Também, outros agressores estavam com ovos e tomates e começaram a atirar objetos como pedras e pedaços de madeira no candidato e em sua equipe, que causaram escoriações leves nas vítimas e um destes durante a campanha entraram no carro e tentaram atropelar uma mulher que era cabo eleitoral do candidato, mas não foi atingida, além de ameaçá-los de morte caso chamassem a polícia. No entanto, a equipe fez um boletim de ocorrência no 1º Distrito Policial de Itaquaquecetuba, mas a polícia não conseguiu encontrar os acusados de tentarem sabotar a campanha, além de que as ações de vandalismo atingiram os materiais de campanha da candidata Adriana da Costa.
Mesmo com os ataques de vândalos, agressores e outras formas de intimidação com os candidatos, principalmente a Mamoru e à Adriana da Costa, a equipe política de ambos candidatos consideraram isso como uma resposta de incômodo de adversários, pois segundo pesquisas encomendadas por partidos, eles estariam liderando as pesquisas para prefeito em Itaquaquecetuba. Também, nas eleições de 2012, alguns candidatos da região do Alto Tietê foram atingidos por meio de vandalismo e difamação por meio de publicações falsas de jornais desconhecidos e apócrifos.
Já em agosto, pesquisas indicavam Tarento e Adriana como possíveis candidatos ao 2º turno. Porém, alguns fatores foram decisivos para fortalecer a aceitação de Mamoru junto à população, tal como o possível envolvimento de funcionários ligados a Tarento nas agressões aos adversários, assim como a impugnação de seu candidato a vice, Valdir Coelho (PT) na justiça e o apoio do ex-prefeito Mário Moreno e do PSDB de Itaquá à campanha de Adriana de Costa.

#### Desempenho nas eleições em 2012
Em 7 de outubro de 2012, Mamoru ganhou a eleição com 53,27% (81.759 votos), do candidato da situação Rogério Tarento (PR), que ficou em segundo com 29,66% (45.351 votos).
Mamoru Nakashima foi diplomado em 18 de dezembro de 2012, na Câmara Municipal de Itaquaquecetuba, com a vice-prefeita Ondina da Cruz e vereadores, além de seus secretários para o plano de seu governo foram apresentados oficialmente.

### Expulsão do PTN e mudança para o PSDB
Em 3 de junho de 2015, o prefeito atual da cidade foi expulso do PTN, por mau comportamento segundo o partido, pelo fato de que ele teria irregularidades com contratos administrativos, principalmente envolvendo a empresa de transporte escolar licitada pela prefeitura, além do Conselho de Ética interno da agremiação relatar um caso de infidelidade partidária da legenda para o PSDB. Por outro lado, o prefeito defendeu-se das acusações do partido, pois já tinha anunciado que partidos grandes estavam prontos para chamá-lo, cuja legenda foi o partido referente, pelo fato de que este já ensaiara uma maior aproximação política a Geraldo Alckmin, quando candidato à reeleição ao cargo de governador em 2014, que gerou frutos em relação aos resultados do governador, que voltara a ganhar a eleição na cidade depois de perdê-la duas vezes consecutivas para o PT. Além disso, neste mesmo ano, o prefeito envolveu-se em uma incerteza política pelo PTN desfiliá-lo repentinamente, diferente da expulsão ocorrida, mas a situação foi contornada rapidamente pelo partido anterior integrá-lo novamente.

### Eleições 2016
Desta vez no PSDB, Mamoru obteve apoio oficial do governador reeleito Geraldo Alckmin e do senador eleito e ministro das Relações Exteriores José Serra, além de deputados como Coronel Telhada, estes do tal partido e do PPS, por meio dos deputados estadual e federal, respectivamente, Davi Zaia e Alex Manente, tanto que os dois partidos foram os principais ligados à coligação "Pra Frente Itaquá", além de outros como o PTN, apesar do episódio de intrigas políticas nos anos anteriores, o PTB, ligado à primeira-dama Joerly Nakashima, o PHS e o SD, que abriga o vice-prefeito Mário Lúcio da Silva, conhecido como Mário Charutinho, este vereador por cinco mandatos consecutivos, que devido ao seu carreirismo político, gerou muitas críticas pela população indecisa quanto a escolha pelos candidatos para prefeito.
Ao contrário de outras eleições anteriores, o eleitorado não pôde reclamar quanto as opções para prefeito, pois jornais relatavam que a disputas para o cargo seriam possivelmente uma das mais difíceis do Alto Tietê, pelo fato de que estas lideranças, novas ou não na política, explorariam as insatisfações quanto a este, sendo os candidatos foram o delegado do Setor de Homicídios de Itaquaquecetuba Eduardo Boigues Queroz (PTdoB), o ex-secretário de Obras e filho do ex-prefeito Armando da Farmácia, Cristiano Tavares "Ti" (PR), os vereadores Silvani de Paula Lima (PP) e Roque Levi Tavares (PSD), este, irmão de Armando, Adervaldo do Cursinho (PSOL), Dr. Gilson (PPL), Ney Variedades (PRP) e Rosângela Coelho (PMB); além de concorrentes de eleições anteriores a outros cargos, como Adriana da Costa (PSB), o ex-vereador por dois mandatos (1993-1996) e (2001-2004) e ex-vice-prefeito de Armando (2005-2008), Dr. Ronaldo (PRB), Wilson Garcia (PV) e Cloves Lisboa (PMN).
Esperava-se uma eleição com um possível segundo turno, devido à gama enorme de opções e o possível sentimento de renovação política. Porém, um dos grandes fatores que possivelmente contribuiriam, seriam a volta de Armando na disputa à prefeitura, mas, sua candidatura foi indeferida e impugnada de acordo com a Lei da Ficha Limpa, por suas seis das oito contas serem rejeitadas, além de uma pesquisa realizada no ano passado, por este estar em segundo lugar, atrás apenas pelo prefeito em exercício.
Só que com as forças políticas excessivamente divididas, deu-se uma impressão ao eleitor de oportunismo em relação ao orçamento da prefeitura, um dos maiores da região, além de confundi-lo com tantos candidatos concorrendo um cargo nunca antes tão concorrido na história da cidade, tanto a prefeito quanto a vereador.
Por isso, Mamoru foi reeleito com a maior votação da história da cidade, com 103.098 votos (63,09%) em relação ao segundo colocado, Eduardo Boigues, com 19.569 votos (11,97%) e ao terceiro, Cristiano Tavares "Ti", com 8.934 votos (5,47%).

## Gestão Mamoru Nakashima na Prefeitura de Itaquaquecetuba
Mamoru tomou posse como prefeito de Itaquaquecetuba no dia 1 de janeiro de 2013, no Ginásio de Esportes e Lazer Sumiyoshi Nakaharada, assim como os novos prefeitos eleitos de Ferraz de Vasconcelos, Salesópolis e Suzano.

### Saúde
Em 2014, o governo Mamoru inaugurou a UPA 24 horas, no Jardim Caiuby. Nesse ano, o prefeito causou polêmica ao fechar o recém-inaugurado Pronto Socorro Municipal. Na ocasião, Nakashima alegou que o aluguel do prédio onde funcionava o PS era muito caro. Em 2015, foram inaugurados o Pronto Atendimento 24 horas e o Laboratório Municipal, no Centro. Já em 2016 é inaugurada a Central da Saúde, também no Centro.

### Transportes
Na gestão Nakashima pouco mudou em relação aos transportes. A cidade ganhou nova frota de ônibus, mas foi mantido o contrato com o grupo Julio Simões.
Em 2013, em meio aos protestos de Junho, a prefeitura optou por não reajustar a tarifa dos ônibus municipais. Porém os aumentos foram feitos em 2015 e em 2016. Nesse último ano, Mamoru chegou a postar em uma rede social que não reajustaria o valor, porém voltou atrás.
Apesar da pouca mudança em relação ao serviço,  devido à decisão dos vereadores e da própria empresa em aumentar a passagem, a gestão colocou 209 novos pontos de ônibus espalhados na cidade, algo que não fora feito desde 1992, além das reformas dos antigos, com a pintura, sendo os primeiros cobertos com banco ou cabines de vidro.